# Грузна, Павилс
Павилс Грузна (латыш. Pāvils Gruzna; 28 февраля 1878, имение Руцки, Венден — 12 декабря 1950, Фарель) — латышский писатель и драматург.
Родился в семье прислуги. Учился в начальной школе в Вецкалснаве и Янюкалнсе, затем в Риге в православном церковно-приходском училище и наконец в 1893—1898 гг. в Рижской духовной семинарии, за вольнодумство отчислен с последнего курса. В 1898—1915 гг. работал служащим в рижском отделении Государственного банка. Одновременно выступал как актёр в различных латышских театральных коллективах. В 1915 г. в ходе Первой мировой войны эвакуировался из Риги вместе с отделением Госбанка и до 1920 г. жил в Туле. Вернувшись в Латвию, до 1938 года работал в Банке Латвии, в 1939 г. сотрудник Латвийской торгово-промышленной палаты. В 1941—1944 гг. во время немецкой оккупации референт театрального отдела управления по делам культуры в Рижской городской администрации. В 1944 г. эвакуировался в Германию. Находился в лагере для перемещённых лиц во Фленсбурге. Последние годы жизни провёл в доме престарелых в Фареле.
Публиковался с 1905 года (рассказ «Туман»). Автор нескольких романов, из которых наибольшей известностью пользовались автобиографические «Бурсаки» (1914) и роман «Новое течение» (латыш. Jaunā strāva), изданный в 1946 г. в Аугсбурге и посвящённый одноимённому движению в истории Латвии. Автор ряда пьес, среди которых «Любовная трагедия Раутенфельда» (латыш. Rautenfelda mīlas traģēdija), основанная на действительной истории барона Иоганна Генриха Беренса фон Раутенфельда (1882—1929), женившегося на своей служанке, отправленного родственниками в психиатрическую лечебницу и убившего её директора Макса Шенфельдта. Грузне также принадлежат инсценировки романов братьев Каудзите «Времена землемеров» и Августа Деглава «Рига».
Кроме того, Грузна был квалифицированным певцом-любителем. Брал уроки у Павла Юрьяна, пел в хоре Теодора Рейтера. Перевёл на латышский язык несколько оперных либретто.
Первым браком женат на актрисе Наде Грузна (латыш. Nadja Gruzna, урождённая Надежда Мишке; 1880—1946), дочь — Нина Грузна (латыш. Ņina Gruzna; 1908—2008), артистка оперетты. В 1947 г. во Фленсбурге женился во второй раз на детской писательнице Марте Дегайне (латыш. Marta Degaine; 1885—1950).